# Por tierra de pan amar
Por tierra de pan amar es un libro de viajes escrito por Juan José Cuadros, el autor hace un recorrido por Tierra de Campos en la provincia de Palencia. Fue una labor de varios años, en visitas esporádicas a su Palencia natal, especialmente en vacaciones. Resultado de muchas notas, apuntes y bosquejos, iba dando forma a este trabajo. Es en el año 2000, diez años después de su fallecimiento, cuando se publica el libro por Ediciones Cálamo de Palencia, en su colección Pasajero. De César Augusto Ayuso es el prólogo, haciendo una buena síntesis del autor, además de encargarse de la preparación de la edición y el estudio de introducción de este viaje por Tierra de Campos palentino.